# Ettore Fieramosca
Pour les articles homonymes, voir Ettore Fieramosca (homonymie).
Ettore Fieramosca, né à Capoue en 1476 et mort à Valladolid le 20 janvier 1515, est un condottiere italien. Son père est Rainaldo, baron de Rocca d'Evandro, et on pense que sa mère est une noble de la famille Gaetani.
Il est surtout connu pour avoir participé au défi de Barletta.

## Biographie
Ettore Fieramosca sert comme page de Ferdinand Ier de Naples et commande dès 1493 une compagnie d'arbalétriers à cheval pour Ferdinand II. Pour lui, il combat Charles VIII, pendant l'invasion française de l'Italie. Il continue à servir Frédéric Ier contre les rois d'Espagne et de France, mais après la défaite de Frédéric en 1501, il se met au service de Prospero Colonna pour l'Espagne contre la France lors de la bataille de Cérignole. En 1503, il mène treize chevaliers italiens à la victoire sur treize Français lors du défi de Barletta (disfida di Barletta).
Par la suite, il sert Ferdinand le Catholique, roi d'Espagne, qui le fait comte de Miglionico. Comme il est dépouillé d'une partie de son fief, il combat à nouveau contre l'Espagne et la France sous la république de Venise et Fabrizio Colonna. En 1512, il se bat à la bataille de Ravenne. Réconcilié avec Ferdinand, il meurt en Espagne en 1515.

## Postérité
Pendant le Risorgimento et l'ascension du fascisme, Ettore Fieramosca est présenté comme un héros national et devient l'objet de célébrations nationales.
Massimo d'Azeglio a écrit en 1833 le roman Ettore Fieramosca (en), dans le but de promouvoir le patriotisme italien. Il est le sujet de deux films muets en 1909 et en 1915, puis d'un film d'Alessandro Blasetti pendant l'ère fasciste en 1938. Deux vaisseaux de guerre, un croiseur et un sous-marin, ont porté son nom.

### Cinéma
- Ettore Fieramosca, film de Ernesto Maria Pasquali (1909).
- Ettore Fieramosca, film de Domenico Gaido et Umberto Paradisi (it) (1915).
- Ettore Fieramosca, film de Alessandro Blasetti (1938).
- La Grande Bagarre, film de Pasquale Festa Campanile (1976) : Bud Spencer dans le rôle d'Ettore Fieramosca.

### Crédits de traduction
- (en) Cet article est partiellement ou en totalité issu de l’article de Wikipédia en anglais intitulé « Ettore Fieramosca » (voir la liste des auteurs).